# Лефшец, Соломон
Соломо́н Ле́фшец (англ. Solomon Lefschetz, 3 сентября 1884, Москва — 5 октября 1972, Принстон, штат Нью-Джерси) — американский математик.
Член Национальной академии наук США (1925), иностранный член Лондонского королевского общества (1961), Французской академии наук (1963; корреспондент с 1957).

## Биография
Родился в Москве в семье евреев, которые были подданными Османской империи. Не позднее 1886 года его родители Александр Гершенович Лефшец (1857—1936), уроженец Сафеда, и Сара Моисеевна Лифшиц (1862—1945) уехали во Францию, где он обучался инженерному делу в Центральной школе (École Centrale) в Париже. В 1905 году Лефшец эмигрировал в США.
В 1907 году он получил тяжёлую производственную травму (потерял обе руки) и занялся чистой математикой. С 1924 года — сотрудник Принстонского университета. Основные работы были сделаны Лефшецом в области алгебраической геометрии и особенно в топологии, где он ввёл понятие сингулярных гомологий, двойственности Лефшеца, общую теорию пересечения циклов в многообразиях (вместе с Х. Хопфом) и доказал знаменитую теорему о неподвижной точке Лефшеца, обобщающую классический результат Брауэра. Позднее, вернувшись к работе после выхода на пенсию после запуска первого советского искусственного спутника в 1957 году Лефшец вместе с сотрудниками организуют большую и плодотворную работу в теории нелинейных обыкновенных дифференциальных уравнений.
Его учениками были Ричард Беллман, Джон Маккарти, Норман Стинрод и Шиинг-Шен Черн.

## Награды
- Премия имени Бохера (1924)
- Национальная научная медаль США (1964)
- Лекция Джона фон Неймана (1964)
- Премия Стила (1970)

## Медаль Соломона Лефшеца
Две медали Соломона Лефшеца (англ. The Solomon Lefschetz Medal) за достижения вручаются на Математических конгрессах Америк, проводимых раз в 4 года (англ. Mathematical Congress of the Americas). Вместе с медалью лауреат получает гонорар 5 тысяч долларов США.
Список лауреатов
- 2013: Каффарелли, Луис, Палис, Жакоб

## Мемориальная лекция Соломона Лефшеца
В Национальном Политехническом университете Мехико проводятся лекции в его память (англ. Solomon Lefschetz Memorial Lecture).
Список лекторов:
- 1975 — Хейл, Джек[англ.]
- 1976 —   Атья, Майкл Фрэнсис
- 1977 —  Бомбиери, Энрико
- 1978 — Черн Шиинг-Шен
- 1979 —   Милнор, Джон Уиллард
- 1982 —  Мамфорд, Дэвид
- 1985 —  Тёрстон, Уильям Пол
- 1989 —  Синай, Яков Григорьевич
- 1991 — Маслов, Виктор Павлович
- 1995 — Альбеверио, Серджио[англ.]
- 2005 —  Концевич, Максим Львович
- 2006 — Салливан, Деннис
- 2007 — Сигал, Грэм[англ.]
- 2008 — Хопкинс, Майкл Джером[англ.]
- 2011 —  Виттен, Эдвард
- 2012 — Элиашберг, Яков Матвеевич
- 2015 — Пенроуз, Роджер.

## Публикации на русском языке
- Лефшец С. Алгебраическая топология — М.: ИЛ, 1949
- Лефшец С. Геометрическая теория дифференциальных уравнений — М.: ИЛ, 1961
- Ла-Салль Ж., Лефшец С. Исследование устойчивости прямым методом Ляпунова — М.: ИЛ, 1967
- Лефшец С. Устойчивость нелинейных систем автоматического управления — М.: Мир, 1967